# Демёнково
Демёнково — деревня в Рузском районе Московской области России, входит в состав сельского поселения Дороховское. Население 8 человек на 2006 год, в деревне числится 1 садовое товарищество. До 2006 года Демёнково входило в состав Старониколаевского сельского округа.
Деревня расположена в южной части района, в 10 километрах к югу от Рузы, на берегу безымянного левого притока реки Елица, высота центра над уровнем моря 180 м.